# 瘦华丽龙胆
瘦华丽龙胆（学名：Gentiana sino-ornata var. glorilsa）是龙胆科龙胆属华丽龙胆的变种。分布在中国大陆的云南、四川等地，生长于海拔3,000米至4,300米的地区，常生长在高山草甸、河滩草甸及灌丛草甸，目前尚未由人工引种栽培。